# Ralph MacDonald
Ralph MacDonald est un musicien américain d'origine trinidadienne né le 15 mars 1944 à New York et mort le 18 décembre 2011 à Stamford, dans le Connecticut. Il joue des percussions, notamment du steel drum, un instrument trinidadien, ainsi que des claviers. Durant sa carrière, il est apparu comme musicien de studio sur de très nombreux albums de jazz, mais aussi de rock et de pop.
Il est également l'auteur de plusieurs chansons à succès, parmi lesquelles Where Is the Love et Just the Two of Us.

## Biographie
Ralph MacDonald est né à New York dans une famille d'immigrants trinidadiens. Il est le benjamin des enfants de Patrick et Evelyn MacDonald. Son père est un musicien professionnel de calypso qui se produit sous le nom de « Macbeth the Great ». Plusieurs de ses oncles sont également musiciens et l'un d'eux, Urias Fritz, lui apprend à jouer des congas. À l'âge de 17 ans, il intègre le groupe de tournée de Harry Belafonte, qu'il accompagne pendant près d'une décennie.
MacDonald quitte Belafonte au début des années 1970 et commence à écrire des chansons avec le bassiste William Salter. Ils coécrivent la majeure partie de Calypso Carnival (en), le dernier album de calypso de Belafonte, sorti en 1971. Le premier grand succès du tandem est Where Is the Love (en). Enregistrée par Roberta Flack et Donny Hathaway, elle se classe no 5 des ventes aux États-Unis en 1972 et reçoit le Grammy Award de la meilleure prestation vocale pop d'un duo ou groupe. MacDonald et Salter sont également les auteurs de Just the Two of Us, chanson enregistrée en 1981 par Grover Washington Jr. et Bill Withers qui se classe no 2 des ventes. MacDonald apparaît sur Saturday Night Fever, bande originale du film La Fièvre du samedi soir, avec l'instrumental Calypso Breakdown.
Au cours de sa carrière, Ralph MacDonald apparaît comme musicien de studio sur des centaines d'albums dans des genres très divers, de la soul (Roberta Flack, Grover Washington, Jr.) au rock (Paul Simon, Billy Joel) en passant par le jazz (Herbie Mann, Bob James) et bien sûr le calypso (Harry Belafonte),.
Macdonald est mort des suites d'un cancer du poumon le 18 décembre 2011 à l'âge de 67 ans.

## Discographie

### Discographie personnelle
- 1976 : Sound of a Drum
- 1978 : The Path
- 1979 : Counterpoint
- 1984 : Universal Rhythm
- 1985 : Surprize
- 1998 : Port Pleasure
- 2000 : Trippin'
- 2003 : Home Grown
- 2004 : Just the Two of Us
- 2008 : Mixty Motions

### Participations
- 1962 : The Many Moods of Belafonte (en) de Harry Belafonte
- 1962 : The Many Voices of Miriam Makeba (en) de Miriam Makeba
- 1963 : Streets I Have Walked (en) de Harry Belafonte
- 1963 : Belafonte at The Greek Theatre (en) de Harry Belafonte
- 1964 : Ballads, Blues and Boasters (en) de Harry Belafonte
- 1965 : An Evening with Belafonte/Makeba de Harry Belafonte et Miriam Makeba
- 1966 : An Evening with Belafonte/Mouskouri (en) de Harry Belafonte et Nana Mouskouri
- 1967 : Belafonte on Campus (en) de Harry Belafonte
- 1970 : Christmas and the Beads of Sweat (en) de Laura Nyro
- 1970 : Something (en) de Shirley Scott
- 1971 : Calypso Carnival (en) de Harry Belafonte
- 1971 : Quiet Fire (en) de Roberta Flack
- 1971 : Push Push (en) de Herbie Mann
- 1971 : Peaceful World (en) des Rascals
- 1971 : Lift Every Voice and Sing (en) de Max Roach
- 1972 : Black Is the Color (en) de Joe Henderson
- 1972 : Morning Star (en) de Hubert Laws
- 1972 : Sunflower (en) de Milt Jackson
- 1972 : That Lovin' Feelin' (en) de Junior Mance
- 1972 : The Divine Miss M (en) de Bette Midler
- 1972 : Soul Is... Pretty Purdie (en) de Bernard Purdie
- 1972 : The Island of Real (en) des Rascals
- 1972 : Mizrab (en) de Gábor Szabó
- 1972 : All the King's Horses (en) de Grover Washington Jr.
- 1973 : Blues Farm (en) de Ron Carter
- 1973 : Skylark (en) de Paul Desmond
- 1973 : In the Right Place (en) de Dr. John
- 1973 : Killing Me Softly (en) de Roberta Flack
- 1973 : Abandoned Luncheonette (en) de Hall and Oates
- 1973 : Garland Jeffreys (en) de Garland Jeffreys
- 1973 : The Chicago Theme (en) de Hubert Laws
- 1973 : Turtle Bay (en) de Herbie Mann
- 1973 : Soul Box (en) de Grover Washington Jr.
- 1974 : Continental American (en) de Peter Allen
- 1974 : AWB (en) de Average White Band
- 1974 : Mirror Image (en) de Blood, Sweat and Tears
- 1974 : Spanish Blue (en) de Ron Carter
- 1974 : Your Baby Is a Lady (en) de Jackie DeShannon
- 1974 : Symbiosis de Bill Evans
- 1974 : Let Me in Your Life (en) d'Aretha Franklin
- 1974 : With Everything I Feel in Me (en) d'Aretha Franklin
- 1974 : One de Bob James
- 1974 : Walking Man (en) de James Taylor
- 1975 : Young Americans de David Bowie
- 1975 : Anything Goes (en) de Ron Carter
- 1975 : Feel Like Makin' Love (en) de Roberta Flack
- 1975 : Lena & Michel (en) de Lena Horne
- 1975 : Montara (en) de Bobby Hutcherson
- 1975 : Two de Bob James
- 1975 : Mellow Madness (en) de Quincy Jones
- 1975 : Discothèque (en) de Herbie Mann
- 1975 : New York Connection (en) de Tom Scott
- 1975 : Still Crazy After All These Years de Paul Simon
- 1975 : Macho (en) de Gábor Szabó
- 1975 : Mister Magic (en) de Grover Washington Jr.
- 1975 : Feels So Good (en) de Grover Washington Jr.
- 1976 : End of a Rainbow (en) de Patti Austin
- 1976 : Breezin' de George Benson
- 1976 : Look Out for Number 1 (en) des Brothers Johnson
- 1976 : Windjammer (en) de Freddie Hubbard
- 1976 : Three de Bob James
- 1976 : Glow d'Al Jarreau
- 1976 : Thoroughbred (en) de Carole King
- 1976 : Living Inside Your Love (en) d'Earl Klugh
- 1976 : Mr. Fathead (en) de David "Fathead" Newman
- 1976 : A Secret Place (en) de Grover Washington Jr.
- 1977 : Havana Candy (en) de Patti Austin
- 1977 : You Can't Go Home Again (en) de Chet Baker
- 1977 : In Flight (album) de George Benson
- 1977 : Right on Time (en) des Brothers Johnson
- 1977 : BJ 4 de Bob James
- 1977 : Heads de Bob James
- 1977 : The Stranger de Billy Joel
- 1977 : Finger Paintings (en) d'Earl Klugh
- 1977 : Blow It Out (en) de Tom Scott
- 1977 : African Queens de The Ritchie Family
- 1977 : Menagerie de Bill Withers
- 1978 : Weekend in L.A. de George Benson
- 1978 : A Song for You (en) de Ron Carter
- 1978 : Burchfield Nines (en) de Michael Franks
- 1978 : Touchdown de Bob James
- 1978 : One-Eyed Jack (en) de Garland Jeffreys
- 1978 : 52nd Street de Billy Joel
- 1978 : Sounds...and Stuff Like That!! (en) de Quincy Jones
- 1978 : Heart String (en) d'Earl Klugh
- 1978 : Heart to Heart de David Sanborn
- 1978 : 'Bout Love (en) de Bill Withers
- 1979 : New York Slick (en) de Ron Carter
- 1979 : Livin' Inside Your Love de George Benson
- 1979 : Lucky Seven de Bob James
- 1979 : One on One (en) de Bob James et Earl Klugh
- 1980 : Empire Jazz (en) de Ron Carter
- 1980 : Pick 'Em (en) de Ron Carter
- 1980 : Hideaway de David Sanborn
- 1980 : One-Trick Pony (en) de Paul Simon
- 1980 : Gaucho de Steely Dan
- 1980 : Skylarkin' (en) de Grover Washington Jr.
- 1980 : Winelight de Grover Washington Jr.
- 1981 : Every Home Should Have One (en) de Patti Austin
- 1981 : Living Eyes des Bee Gees
- 1981 : Why Do Fools Fall in Love de Diana Ross
- 1981 : Come Morning (en) de Grover Washington Jr.
- 1982 : Forever, for Always, for Love (en) de Luther Vandross
- 1982 : The Best Is Yet to Come (en) de Grover Washington Jr.
- 1983 : An Innocent Man de Billy Joel
- 1983 : Suddenly de Marcus Miller
- 1984 : Solid (en) de Ashford & Simpson
- 1984 : Valotte (en) de Julian Lennon
- 1984 : Straight to the Heart de David Sanborn
- 1984 : L.A. Is My Lady (en) de Frank Sinatra
- 1984 : Inside Moves (en) de Grover Washington Jr.
- 1985 : Togethering (en) de Kenny Burrell et Grover Washington Jr.
- 1986 : Graceland de Paul Simon
- 1987 : The Camera Never Lies (en) de Michael Franks
- 1987 : Taj (en) de Taj Mahal
- 1990 : Big Boss Band (en) de George Benson
- 1996 : That's Right (en) de George Benson
- 1997 : Still Waters des Bee Gees